# 中泉駅
中泉駅（なかいずみえき）は、福岡県直方市大字中泉にある平成筑豊鉄道伊田線の駅である。駅番号はHC5。
2009年（平成元年）4月1日、大阪市に本社を置くディスプレイ業者の大阪サン・ニュースがネーミングライツを取得し、大阪サン・ニュース中泉駅となった。なお2019年（令和元年）8月をもって、大阪サン・ニュースはネーミングライツから撤退した。

## 歴史
- 1898年（明治31年）
  - 2月9日：九州鉄道の駅として開業[1]。
  - 3月29日：（貨）日焼駅への貨物支線が開業。
- 1907年（明治40年）7月1日：九州鉄道が国有化[1]。官設鉄道の駅となる。
- 1930年（昭和5年）4月1日：（貨）大城第一駅への貨物支線開業。
- 1945年（昭和20年）6月10日：日焼駅への貨物支線廃止。日焼駅、藤棚駅を当駅構内に併合。
- 1964年（昭和39年）2月25日：大城第一駅への貨物支線廃止。
- 1974年（昭和49年）3月5日：貨物扱い廃止[1]。
- 1984年（昭和59年）2月1日：無人駅となる[2][5]。
- 1987年（昭和62年）4月1日：国鉄分割民営化により九州旅客鉄道（JR九州）に承継[1]。
- 1989年（平成元年）10月1日：平成筑豊鉄道に転換[1]。
- 2009年（平成21年）4月1日：駅ネーミングライツにより「大阪サン・ニュース中泉駅」となる[4]。
- 2019年（令和元年）8月：大阪サン・ニュースがネーミングライツから撤退したため、「中泉駅」に戻る。

## 駅構造
相対式ホーム2面2線を有する地上駅であり、無人駅となっている。駅舎は下りホーム側にあり、理髪店「おしゃれステーション フジタ」との併設になっている。上りと下りのホームは跨線橋で結ばれている。

### のりば
| ホーム | 路線    | 方向 | 行先                                 | 備考 |
| ------ | ------- | ---- | ------------------------------------ | ---- |
| 駅舎側 | ■伊田線 | 上り | 金田・田川伊田・田川後藤寺・行橋方面 |      |
| 反対側 | ■伊田線 | 下り | 直方方面                             |      |

※案内上ののりば番号は割り当てられていない。

## 利用状況
2019年度の1日平均乗降人員は79人である。
各年度の1日平均乗降・乗車人員の推移は下表のとおり。
| 年度   | 1日平均 乗降人員 |
| 2013年 | 79               |
| 2014年 | 89               |
| 2015年 | 67               |
| 2016年 | 67               |
| 2017年 | 78               |
| 2018年 | 100              |
| 2019年 | 79               |

## 駅周辺
直方市の南部に位置する。駅の西側約300メートルの場所で伊田線と国道200号が交差しており、駅の北東約1.5 kmの場所を福岡県道22号田川直方線が伊田線に並行して通る。
- 福岡県道460号上境中泉停車場線
- 直方市立中泉小学校
- 中泉郵便局
- 清光寺幼稚園
- 清光寺
- 天理教冨久地分教会
- 中泉工業団地

## 隣の駅
平成筑豊鉄道
■伊田線
藤棚駅 (HC4) - 中泉駅 (HC5)  - 市場駅 (HC6)